# Richard Olivier de Longueil
Richard Olivier de Longueil (castelos de Jonques, 18 de dezembro de 1406 - Sutri, 19 de agosto de 1470) foi um cardeal do século XV.

## Biografia
Nasceu em castelos de Jonques em 18 de dezembro de 1406. De uma família antiga e nobre da Normandia. Filho de Guillaume III de Longueil, senhor de Eu, e de sua segunda esposa, Catarina de Bourguenole. Ele foi chamado de Cardeal de Coutances ou Cardeal de Eu.
Licenciatura em Direito.
Apostólico protonotário. Presidente da Câmara de Contas . Cantor de Lisieux. Cônego e oficial do capítulo metropolitano de Rouen. Arquidiácono de Eu, Arquidiocese de Rouen. Em 1452, com a morte do arcebispo de Rouen, quinze dos cônegos da catedral o propuseram como sucessor, mas ele recusou. Pouco depois, foi eleito bispo de Coutances.
Consagrado bispo de Coutances, 28 de setembro de 1453 (nenhuma informação adicional encontrada); preconizado pelo papa, 3 de outubro de 1453; prestou juramento de lealdade ao rei da França em 12 de maio de 1454; celebrou um sínodo diocesano e promulgou seus estatutos; ocupou a sé até sua morte. Juntamente com o arcebispo de Rouen e o bispo de Paris, foi membro da comissão papal nomeada pelo Papa Calisto III em 11 de junho de 1455 para revisar o processo de Joana d'Arc; teve sua primeira sessão em 17 de novembro de 1455; sua reabilitação foi pronunciada no palácio arquiepiscopal de Rouen em 7 de julho de 1456. O rei Carlos VIII da França ficou satisfeito com a decisão e nomeou o bispo Longueil para o grande conselho e o honrou com sua confiança. Encarregado pelo rei francês de uma missão perante o duque de Borgonha. Promovido a cardinalato a pedido do rei da França.
Criado cardeal sacerdote no consistório de 17 de dezembro de 1456. Não participou do conclave de 1458, que elegeu o Papa Pio II. O novo papa enviou-lhe o chapéu vermelho na França no final de 1458. Pouco depois, no Parlamento francês, solicitou a revogação da Sanção Pragmática de 1438, de tendência cismática; foi condenado a pagar uma multa de 10.000 libras ; ele foi elogiado pelo papa por um ato tão corajoso. Em 15 de agosto de 1461, assistiu à consagração do novo rei da França, Luís XI, em Reims; ele renunciou ao cargo de presidente da Chambre des comptes. Recebeu do Papa Pio II a missão de restaurar o prestígio do papado na França e trazer de volta o rei, que de fato revogou a Sanção Pragmática; e enviou uma embaixada a Roma para informar o papa; Os cardeais Longueil e Jean Jouffory, OSBClun., bispo de Arras, faziam parte dessa embaixada; chegaram a Roma em 13 de março de 1462; entrou na cidade com o chapéu vermelho e foi recebido pelo papa no dia 16 de março no grande salão do consistório; ocorreu então o reconhecimento oficial da revogação da Sanção Pragmática; nesse mesmo dia recebeu o título de S. Eusébio; fixou residência em Roma; e por causa disso, o rei emitiu uma ordem do Conselho Privado de 24 de maio de 1463, suspendendo todos os seus benefícios; o papa apreciou seu conselho e concedeu-lhe numerosos favores. Participou do conclave de 1464, que elegeu o Papa Paulo II. O novo papa nomeou-o arcipreste da basílica patriarcal do Vaticano, onde ergueu a antiga estátua de São Pedro que ainda hoje é venerada. Nomeado legado em Perugia em 1º de outubro de 1464; partiu para sua legação no dia 16 de novembro seguinte, após ter participado de um consistório secreto; retornou a Roma em 9 de abril de 1465; retornou a Perugia no dia 18 de maio seguinte; e voltou a Roma em 10 de fevereiro de 1468. Recebeu em comenda , até sua morte, as abadias beneditinas de St.-Gildas, diocese de Bourges; de Ste.-Trinté de Vendôme, diocese de Chartres; dos Santos Corneille e Cyprien de Compiène, diocese de Soissons; e talvez os de Bernay, diocese de Lisieux; de St.-Pierre-sur-Dives, diocese de Séez;, em 1464; e mais tarde, do Papa Paulo II, o de Ambournay. Optou pela ordem dos cardeais bispos e pela sé suburbana de Porto e Santa Rufina em 17 de agosto de 1470, dois dias antes de sua morte. O cardeal Giovanni Castiglione, seu antecessor na sé de Coutances, disse que era um “homem venerável, cheio de conhecimento, sabedoria e bondade, extremamente sincero nas suas opiniões”.
Morreu em Sutri em 19 de agosto de 1470, às 10h,. O seu corpo foi trasladado para Roma no dia seguinte e sepultado sob o altar da capela de S. Petronila na basílica patriarcal do Vaticano; a capela foi destruída por volta de 1540 e depois os seus restos mortais foram transferidos para a gruta da basílica, onde o seu epitáfio pode ser visto numa placa quebrada no pavimento; sua morte foi comemorada na catedral de Coutances em 19 de agosto até a Revolução Francesa.